# Trichoniscus ostarrichius
Trichoniscus ostarrichius är en kräftdjursart som beskrevs av Hans Strouhal 1946. Trichoniscus ostarrichius ingår i släktet Trichoniscus och familjen Trichoniscidae. Inga underarter finns listade i Catalogue of Life.